# Rimil Buriuly
Rimil Buriuly (née le 9 janvier 1991) est une archère indienne. Elle est médaillée d'argent aux championnats du monde de tir à l'arc en 2015 dans l'épreuve par équipe féminine de l'arc classique.

## Biographie
Rimil Buriuly commence le tir à l'arc en 2004. Elle participe à ses premières compétitions internationales en 2008. Son premier podium mondial est en 2015, alors qu'elle remporte l'argent à l'épreuve par équipe féminine de l'arc classique.

## Palmarès
- Championnats du monde[1]
  -  Médaille d'argent à l'épreuve par équipe femme aux championnats du monde junior de 2008 à Antalya.
  -  Médaille de bronze à l'épreuve par équipe femme aux championnats du monde junior de 2011 à Legnica.
  -  Médaille d'argent à l'épreuve par équipe femme aux championnats du monde 2015 à Copenhague (avec Deepika Kumari et Laxmirani Majhi).

- Coupe du monde[1]
  -  Médaille de bronze à l'épreuve par équipe femme à la coupe du monde 2009 à Antalya.
  -  Médaille d'or à l'épreuve par équipe femme à la coupe du monde 2013 à Wrocław.
  -  Médaille d'or à l'épreuve par équipe femme à la coupe du monde 2013 à Medellín.

- Jeux asiatiques
  -  Médaille de bronze à l'épreuve par équipe femme aux Jeux asiatiques de 2010 à Canton.